# كارز (أغنية)
«كارز» هي أغنية 1979 من قبل الفنان البريطاني غاري نومان، أصدرت كأغنية منفردة من ألبوم ذا بليشر برينسيبل.

## قائمة التشغيل
1. «كارز» (نومان) – 3:44
2. «أسايلام» (نومان) – 2:30

### نسخة الولايات المتحدة
1. «كارز» – 3:57
2. «ميتال» (نومان) – 3:31

## في الثقافة الشعبية
- ظهرت في لعبة فيديو 2002 جي تي أي: فايس سيتي.

## وصلات خارجية
- كلمات الأغنية الكاملة على مترولايركس

| سبقه "وي دونت تال أنيمور" من قبل كليف ريتشارد | أغاني منفردة رقم واحد في مملكة المتحدة 22 سبتمبر 1979 (أسبوع)                     | تبعه "ميسيج إن أ بوتل" من قبل ذا بوليس |
| سبقه "كال مي" من قبل بلوندي                   | آر بي إم الأغاني المنفردة رقم واحد الكندي 21 يونيو 1980 – 28 يونيو 1980 (أسبوعين) | تبعه "كامينغ أب" من قبل بول مكارتني    |